# Themarohystrix perkinsi
Themarohystrix perkinsi är en tvåvingeart som beskrevs av Hardy 1986. Themarohystrix perkinsi ingår i släktet Themarohystrix och familjen borrflugor. Inga underarter finns listade i Catalogue of Life.